# Cantó de Tula Campanha Sud
El cantó de Tula Campanha Sud és un cantó francès del departament de la Corresa, situat al districte de Tula. Té 14 municipis i el cap és Tula.

## Municipis
- Los Angles
- Chanac
- Lo Chastanh
- Cornilh
- Gimel
- Ladignac-sur-Rondelles
- La Garda
- Las Guenas
- Marc la Tor
- Pandrinhas
- Sent Bonet Avalosa
- Senta Fortunada
- Sent Marçau de Gimel
- Sent Préch

## Història
| Data d'elecció                           | Identitat         | Partit        | Qualitat |
| ---------------------------------------- | ----------------- | ------------- | -------- |
| 1970-1976                                | M. Lacoste        | Divers droite |          |
| 1976-2008                                | Georges Mouly     | UDF-Rad       |          |
| 2008-                                    | Roger Chassagnard | PS            |          |
| les dades anteriors no són pas conegudes |                   |               |          |
|                                          |                   |               |          |

| 1962  | 1968  | 1975  | 1982  | 1990  | 1999  | 2006  |
| ----- | ----- | ----- | ----- | ----- | ----- | ----- |
| 7.760 | 7.908 | 7.899 | 8.367 | 8.681 | 8.641 | 8.905 |